# Саракташ
Саракта́ш — посёлок городского типа, административный центр Саракташского района Оренбургской области. Образует Саракташский поссовет.

## Этимология
Название имеет несколько толкований: «овечий камень» (тат. сарык, баш. һарыҡ — овца), «жёлтый камень» (тат. сары, баш. һары, древнетюркское сарыг — жёлтый, тат. и баш. таш — камень), «валун» (баш. һарыҡташ — «валун»).

## География
Расположен на левом берегу Сакмары в месте впадения в неё ручья Черкасский в 85 км к востоку от Оренбурга и в 75 км к северо-западу от Кувандыка.
На северо-западе к посёлку примыкают сёла Черкассы и Александровка.
В посёлке находится железнодорожная станция Саракташ на линии Оренбург — Орск. Через посёлок проходит автодорога Оренбург — Кувандык (на Беляевку, Орск), на север отходит автодорога к селу Исянгулово (на Мелеуз, Сибай).

## История
Основан как железнодорожная станция у станицы Воздвиженской в ходе начавшегося в 1913 году строительства железной дороги. Входил в состав Оренбургского уезда. Поскольку у казаков станиц Черкасской и Воздвиженской под строительство железной дороги изымали паевые земли, то для освящения станции железнодорожному руководству пришлось приглашать муллу из деревни Татарский Саракташ.
В мае 1918 года в ходе Гражданской Войны станица Воздвиженская вместе с посёлками, включая Саракташ, была полностью сожжена подразделениями красной гвардии.
С 4 января 1931 — административный центр района.

## Население
| 1959    | 1970    | 1979    | 1989    | 2002    | 2010    | 2012    |
| ------- | ------- | ------- | ------- | ------- | ------- | ------- |
| 12 075  | ↗13 774 | ↗14 890 | ↗16 250 | ↗17 510 | ↘17 235 | ↗17 318 |
| 2013    | 2014    | 2015    | 2016    | 2017    | 2018    | 2019    |
| ↗17 494 | ↗17 635 | ↗17 660 | ↗17 702 | ↘17 588 | ↘17 393 | ↘17 150 |
| 2020    | 2021    |         |         |         |         |         |
| ↘16 998 | ↗18 789 |         |         |         |         |         |

Проживают русские, башкиры.

## Экономика
- Завод «Коммунар» (выпускает гидроагрегаты, насосы, клапанную аппаратуру)[23]
- консервный завод, хлебокомбинат, завод ЖБИ
- Саракташский фаянсовый завод

## Достопримечательности
- Свято-Троицкая обитель милосердия
- Туристический комплекс «Красная Гора»
- Юрта, где родился А. Г. Васильев

## Религия
Православные храмы
- Церковь Покрова Пресвятой Богородицы

Мечети
- Мечеть

## Инфраструктура
3 общеобразовательных школ, филиал Оренбургского нефтегазоразведочного техникума(ранее ПТУ-56), 12 детских садов, кинотеатр, 6 торговых центров, поссовет, почтовое отделение, филиал Сбербанка, клиентская служба Социального фонда России, районная больница.

## Известные уроженцы
- Середавин Владимир Диамидович (1936—2003) — врач, хирург, общественный деятель. Почётный гражданин Самары.
- Виктор Степанович Черномырдин (1938—2010) — советский и российский государственный деятель, председатель Совета министров Российской Федерации, председатель Правительства Российской Федерации, исполняющий обязанности президента Российской Федерации, посол России на Украине.

## Фотографии
- Свято-Троицкая обитель милосердия
- Центральные ворота входа в обитель
- Часовня обители
- Строительство собора Св. Троицы